# Чермасола

Чермасола — река в России, протекает в Череповецком районе Вологодской области. Устье реки находится в 17 км по левому берегу реки  Ягорбы.
На реке стоят деревни Толстиково, Ермоловская, Слободино, Марьинская, Авдеевская и Чермасола (считается нежилой).

## Данные водного реестра
По данным государственного водного реестра России относится к Верхневолжскому бассейновому округу, водохозяйственный участок реки — Рыбинское водохранилище до Рыбинского гидроузла и впадающие в него реки, без рек Молога, Суда и Шексна от истока до Шекснинского гидроузла, речной подбассейн реки — Реки бассейна Рыбинского водохранилища. Речной бассейн реки — (Верхняя) Волга до Куйбышевского водохранилища (без бассейна Оки).
По данным геоинформационной системы водохозяйственного районирования территории РФ, подготовленной Федеральным агентством водных ресурсов:
- Код водного объекта в государственном водном реестре — 08010200412110000008192
- Код по гидрологической изученности (ГИ) — 110000819
- Код бассейна — 08.01.02.004
- Номер тома по ГИ — 10
- Выпуск по ГИ — 0

По данным реестра в Чермасолу слева в 16 км от устья впадает одиннадцатикилометровая Чермакса, а длина реки составляет 25 км, что не подтверждается картами. По всей видимости, верховьями Чермасолы считается безымянный водоток с истоком западнее деревни Гребенево, а устье Чермаксы предполагается в 1,5 км к юго-востоку от Екимово